# Préfecture de Kérouané
La préfecture de Kérouané est une subdivision administrative située dans la Région de Kankan, en Guinée. Son chef-lieu est Kérouané.

## Subdivision administrative

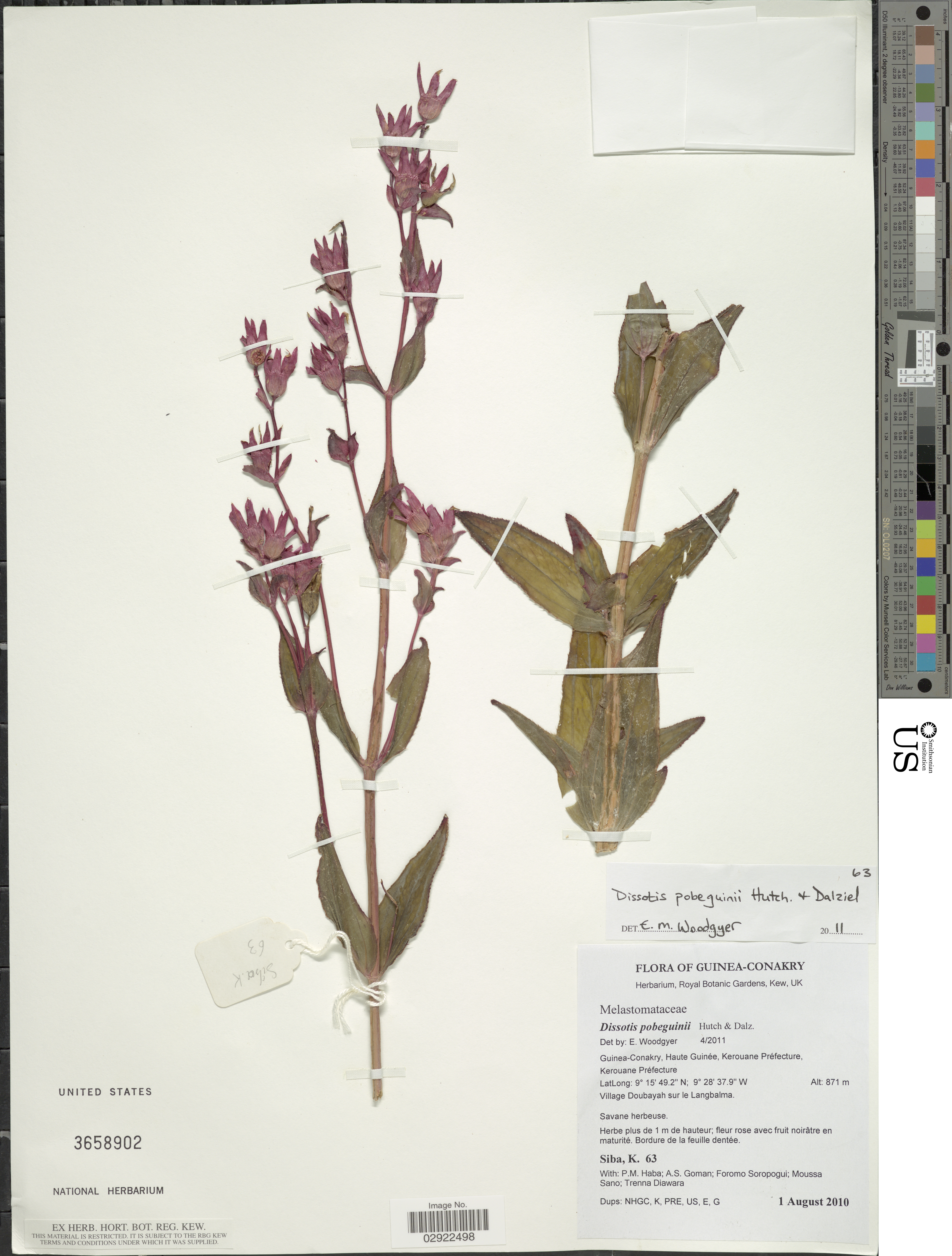
Spécimen de Anaheterotis pobeguinii collecté à Doubayah.

La préfecture de Kérouané est subdivisée en huit (8) sous-préfectures: Kérouané-Centre, Banankoro, Damaro, Komodou, Kounsankoro, Linko, Sibiribaro et Soromaya.

## Population
En 2016, le nombre d'habitants de la préfecture a été estimé à 221 961, selon une extrapolation officielle du recensement de 2014 qui en avait dénombré 207 547.

## Personnalité
- Facély Camara, député de kérouané de 2020 en 2021.